# Les Témoins de la mariée
Les Témoins de la mariée est un roman de Didier Van Cauwelaert publié en 2010 aux éditions Albin Michel.

## Présentation
C'est d'abord l'histoire de cinq copains dont l'un, le photographe Marc Hessler a vraiment réussi,  riche, célèbre et adulé : très belle réussite qui lui permet à 42 ans de mener grand train, de collectionner les maîtresses et les voitures décapotables les plus extraordinaires. Ses quatre copains en profitent largement, Marlène est devenue galeriste, Jean-Claude dirige un superbe hôtel, Lucas ne travaille plus et défend avec ardeur la cause tibétaine tandis que Hermann, dit Bany', joue à l'inventeur. La vie est d'autant plus belle que Marc tombe amoureux d'une belle chinoise de 19 ans, annonce dans la foulée son mariage avec sa dulcinée à ses quatre futurs témoins du mariage.
Mais un terrible drame survient : juste avant ce mariage tant attendu, Marc se tue au volant de sa Jaguar type E. Désemparés, ils vont tous les quatre à l'aéroport accueillir la belle Yun-Xiang qui n'est bien sûr au courant de rien. Le joli conte bascule dans la tragi-comédie. Ils se demandent bien comment lui annoncer la nouvelle, comment lui faire le moins de mal possible, persuadés qu'elle va s'effondrer en apprenant la nouvelle. Mais pas du tout, apparemment elle fait front et s'adapte fort bien à la situation. Eux-mêmes sont frappés de constater qu'ils se sentent libérés de cette amitié quelque peu paternaliste de Marc qui, sans qu'ils s'en aperçoivent, leur pesait et que faire leur bien malgré eux n'était pas une solution à long terme.
Ils se rendent compte aussi qu'ils sont tombés sous le charme de cette jeune femme dont ils ne savent rien. Qui est-elle vraiment la jolie fiancée de Shanghai ? Entre naïveté et manipulation, ils balancent. Il leur semble que Marc est toujours présent quelque part, ce qui accentue leur malaise.

## Éditions
Éditions imprimées
- Didier van Cauwelaert, Les Témoins de la mariée : roman, Paris, Éditions Albin Michel, 5 mai 2010, 247 p. (ISBN 978-2-226-20843-9, BNF 42200863)
- Didier van Cauwelaert, Les Témoins de la mariée, Paris, Librairie générale française, coll. « Le Livre de poche », 4 avril 2012, 184 p. (ISBN 978-2-253-16664-1)

Livre audio
- Didier van Cauwelaert (auteur et conarrateur), Sophie Loubière (conarratrice), Stéphane Ronchewsky (conarrateur) et Pierre Tissot (conarrateur), Les Témoins de la mariée, Paris, Audiolib, 15 septembre 2010 (ISBN 978-2-35641-244-7, BNF 42265357)Support : 1 disque compact audio MP3 ; durée : 5 h environ ; référence éditeur : Audiolib 25 0280 5. Le roman proprement dit est suivi d'un entretien avec Didier van Cauwelaert.